# Megourella
Megourella  (лат.) — род тлей из подсемейства Aphidinae (Macrosiphini). Европа.

## Описание
Мелкие насекомые, длина около 3 мм.
Ассоциированы с растениями Lathyrus pratensis, Vicia (Vicia sepium). Близок к тлям рода Megoura.
- Megourella purpurea Hille Ris Lambers, 1949
- Megourella tribulis (Walker, 1849)